# Абьяский район
А́бьяский райо́н — административно-территориальная единица в составе Эстонской ССР, существовавшая в 1950—1962 годах. Центр — Абья-Палуоя. Население по переписи 1959 года — 25,0 тыс. чел. Площадь района в 1955 году составляла 846,4 км².

## История

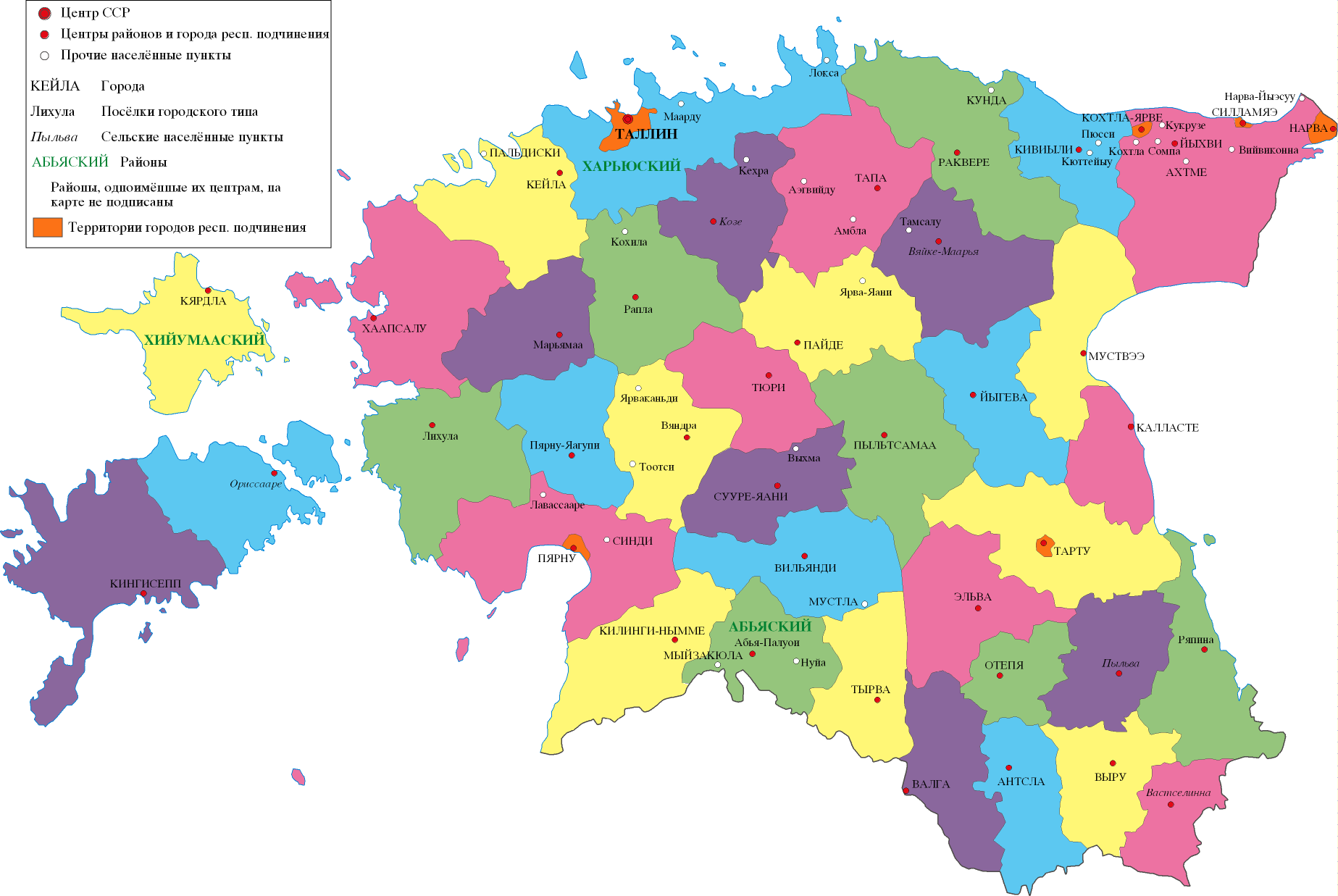
Административно-территориальное деление Эстонской ССР в 1957 году

Абьяский район был образован в 1950 году, когда уездное деление в Эстонской ССР было заменено районным. В 1952 году район был включён в состав Пярнуской области, но уже в апреле 1953 года в результате упразднения областей в Эстонской ССР район был возвращён в республиканское подчинение.
В 1962 году Абьяский район был упразднён.

## Административное деление
Район включал 1 город (Мыйзакюла), 2 посёлка городского типа (Абья-Палуоя и Нуйа) и 7 сельсоветов: Абьяский, Каристеский, Карксиский, Лиллиский, Поллиский, Раянгуский, Халлистеский.